# 荒诞主义

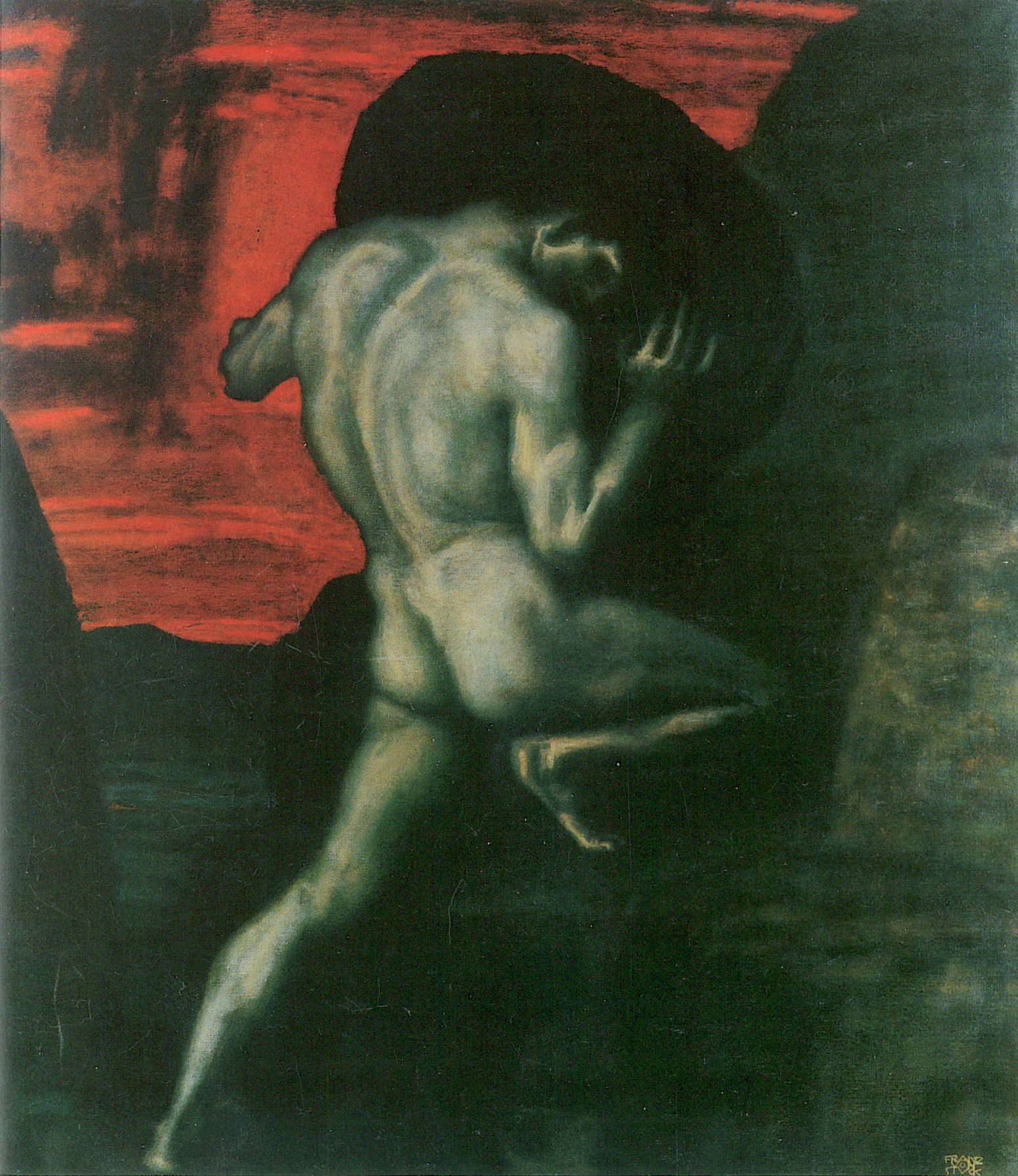
荒谬的象征西西弗斯，该画由弗朗茨·冯·施图克作于1920年

荒诞主义（法語：absurde），又譯荒謬主義，哲學術語，字源是拉丁文的absurdus，意為音樂上的「不合調」，在存在主義中用來形容生命無意義、矛盾的、失序的狀態。矛盾是失序的现象之一。

## 概述
一个事物的基本意义的存在必须要一个更高的意体来解释。但是，这个更高意体的意义又必须要一个比它更高的意体来解释。这个“解释的锁链”不可能达到一个结果，从而，没有任何东西可以拥有至高的意义。哪怕这个结果被发现了，它也有可能并不能满足我们。好比说，当一头豬发现牠的“至高意义”是被人当成食物屠宰掉时，它不会对这个“意义”感到满足的。从而，根据存在主义和虚无主义，生命是无意义的，是荒诞的。

## 哲學家的描述
法國存在主義哲學家加缪在《西西弗斯的神话》（西西弗斯）對荒谬做的描述：在一個突然被剝奪掉幻象與光亮的宇宙裡，人覺得自己是一個外人、一個異鄉人，既然他被剝奪了對失去家園的記憶或對已承諾之樂土的希望，他的放逐是不可挽回了。這種人與生命以及演員與場景的分離就是荒謬的情感。
加缪认为，荒谬的产生有四个因素：
1. 日常生活是机械的，重复的。在这种情况下，人对其存在的价值和目的产生了怀疑。“起床，有轨电车，四小时办公或工厂打工，吃饭，有轨电车，又是四小时工作，吃饭，睡觉；星期一、星期二、星期三、星期四、星期五、星期六，同一个节奏，循着此道走下去，大部分时间轻便自然。”
2. 人认识到时间正在摧毁自己。“确认或成人已到而立之年······肯定了青春已逝。”
3. 人意识到了自己终将死去。
4. 人产生了一种被遗弃于陌生世界的感觉，人和世界被隔绝开来。

## 解決辦法
- 面对荒诞的生命，某些人认为自杀是一个看似理智的方案；但是大部分人试图寻找其他的办法。加缪提出自杀并不是一个很好的方案：如果生命真是荒诞的话， 那唯一面对它的方法只有维持一个人对待荒诞的自我反应； 所以，如果没有良心的话， 这个思想与荒诞的相互反应是无法存在的。 请参考《西西弗斯的神话》和《反抗者》。
- 面對荒謬，另一種常見的回應是將希望寄託於神、宗教或來世等超然存在，藉此為生命找到終極的確定性與意義。然而，在加繆的荒謬主義框架下，這並非被接納的解決方案。加繆將這種捨棄理性、轉而擁抱非理性信仰的行為稱為「信仰的飛躍」（Leap of Faith），並視其為一種「哲學性自殺」(Philosophical Suicide)[5]。他認為，這種做法並未誠實地直面和承受荒謬，而是透過否定或消解構成荒謬的一端（即人類對理性的堅持），從而逃避了這個根本性的矛盾[6]。對荒謬主義者而言，這不是解決方案，而是一種對荒謬處境的背棄。
- 「反抗」是加繆面對荒謬所提出的核心應對方式。這裡的「反抗」是一種持續的、清醒的哲學姿態。它意味著人要正視並維持著「人類對理性與意義的渴求」和「世界本身的沉默與非理性」這兩者之間的永恆衝突與張力，拒絕向任何一方投降[7]。採取反抗的態度，意味著不接受「逃避」（如宗教的信仰飛躍或物理上的自殺），也不陷入虛無主義的絕望。西西弗斯的偉大之處，正在於他清楚地意識到自己命運的徒勞與無望，但他依然選擇蔑視這種命運，並日復一日地將巨石推上山頂。加繆寫道：「僅僅是通往高處的奮鬥本身，就足以充實一顆人心。」[8]
- 雖然荒謬主義與存在主義經常被相提並論，兩者都承認生命本身是無意義的，但它們在應對方式上存在一個關鍵分歧。許多人認為可以「透過自己的生命去創造意義」，這個觀點更準確地屬於以沙特為代表的存在主義[9]。